# (33888) 2000 KG21
(33888) 2000 KG21 est un objet de la ceinture principale intérieure de 1,795 km de diamètre découvert en 2000.

## Description
(33888) 2000 KG21 a été découvert le 29 mai 2000 à la Station Anderson Mesa, un des deux sites d'observation de l'observatoire Lowell en Arizona (États-Unis), par le programme Lowell Observatory Near-Earth-Object Search (LONEOS).

### Caractéristiques orbitales
L'orbite de cet astéroïde est caractérisée par un demi-grand axe de 1,95 ua, un périhélie de 1,71 ua, une excentricité de 0,12 et une inclinaison de 21,61° par rapport à l'écliptique. Du fait de ces caractéristiques, à savoir un demi-grand axe inférieur à 2 ua et un périhélie supérieur à 1,666 ua, il est classé, selon la JPL Small-Body Database, objet de la ceinture principale intérieure.

### Caractéristiques physiques
(33888) 2000 KG21 a une magnitude absolue (H) de 15,9 et un albédo estimé à 0,288, ce qui permet de calculer un diamètre de 1,795 km. Ces résultats ont été obtenus grâce aux observations du Wide-field Infrared Survey Explorer (WISE), un télescope spatial américain mis en orbite en 2009 et observant l'ensemble du ciel dans l'infrarouge, et publiés en 2011 dans un article présentant les premiers résultats concernant les astéroïdes de la ceinture principale.